# Чоловік, жінка і гроші
Чоловік, жінка і гроші (англ. Men, Women, and Money) — американська драма режисера Джорджа Мелфорда 1919 року.

## Сюжет
Молода дівчина приходить у велике місто і знайомиться з недобросовісним чоловіком, який урешті-решт розорився і сів на мілину. Проте, дружній мільйонер приходить йому на допомогу.

## У ролях
- Етель Клейтон — Марсель Міддлтон
- Джеймс Нілл — Паркер Міддлтон
- Джейн Вульф — Сара Міддлтон
- Лью Коуді — Клівленд Б'юкенен
- Сільвія Ештон — тітка Ханна
- Ірвінг Каммінгс — Джуліан Чедвік
- Вініфред Грінвуд — Ноель Парктон
- Една Мей Купер — міс Коте
- Леслі Стюарт — Тото
- Майме Келсо — мадам Рібоут